# Braz (voleibolista)
Braz Rozas Neto (Presidente Prudente, 17 de dezembro de 1976) é um ex-voleibolista indoor brasileiro que atuou na posição de Central e serviu a Seleção Brasileira na conquista do Campeonato Mundial Infanto-Juvenil em 1993 na Turquia,assim como foi campeão sul-americano juvenil em 1994 no Peru e vice-campeão mundial juvenil de 1995 na Malásia. Na categoria adulto disputou duas edições da Liga Mundial e uma edição dos Jogos Pan-Americanos.

## Carreira
Sua trajetória no voleibol profissional inicia em 1992 no Banespa onde foi revelado nas categorias de base e defendeu as cores por 10 anos.A primeira convocação para seleção brasileira deu-se na categoria infanto-juvenil , quando disputou o Campeonato Mundial em 1993, sagrando-se campeão  desta competição, ainda recebendo premio individual como Melhor Bloqueador, ficando conhecido por esta premiação na época.
No ano seguinte nova convocação para seleção brasileira, desta vez na categoria juvenil, quando disputou o Sul-Americano e obtendo o título continental e a qualificação para o Mundial da categoria na Malásia.Competiu pela seleção brasileira juvenil no Campeonato Mundial e conquistou a medalha de prata em Johor Bahru no ano de 1995.[carece de fontes?]
No mesmo ano foi convocado para Seleção B pelo técnicoMarcos Lerbach, para disputar o Pan de Mar del Plata de 1995, não fizeram uma boa campanha, terminando na sétima colocação, ou seja, em penúltimo lugar .
Convocado para seleção principal pelo técnico Radamés Lattari, Braz disputou duas edições da Liga Mundial, vestindo a camisa#3, sua primeira edição foi em 1997 e sua  segunda participação nesta competição foi no ano de 1998, em ambas terminou na quinta posição.
Atuando pelo Banespa terminou na sexta posição da Superliga Brasileira A 1994-95, o quinto lugar na edição da temporada 1995-06; foi vice-campeão da Superliga Brasileira A 1996-97, conseguiu o sétimo lugar na Superliga seguinte, obteve o quarto lugar na temporada 1998-99 e 2000-01, sendo terceiro lugar na Superliga referente a temporada 1999-00. Pelo Banespa foi  bicampeão paulista nos anos de 2000 e 2001, antes foi vice-campeão nos anos de 1995, 1998 e 1999.
Em 1999 jogada pelo Banespa quando fora suspenso juntamente com o jogador Axé pela Federação Paulista devido a incidentes ocorridos na terceira partida da decisão do Campeonato Paulista contra Papel Report/Suzano, questionada sua escalação via liminar na quarta decisiva partida, cuja vitória foi do Banespa e o “tapetão“ do futebol também ocorreu no vôlei.
Contratado pelo Shopping ABC/Santo André atuou na temporada 2001-02 e disputou a edição da Superliga Brasileira A referente a esta jornada, terminando na quinta colocação.Defendeu o Wizard//Suzano nas competições da jornada 2002-03, juntamente com seus companheiros de clube conduziram-no as semifinais da Superliga Brasileira A 2002-03, terminando com a terceira colocação campeão paulista de 2002.
Braz assinou contrato com o Bento/Union Pack l para temporada 2003-04, nesta temporada contribuiu para que seu time avançasse para os playoffs e encerrando na sexta posição.
Assinou contrato por uma temporada com  a Unisul, clube que utilizou o nome-fantasia: Unisul/Cimed  na temporada 2004-05, classificando-se para a fase de playoffs e esteve muito próximo da semifinal, mas terminou na sétima posição.Jogou no  Wizard/Campinas 2005-06.
Na temporada 2007-08 jogou pelo Vôlei Futuro  disputou o campeonato paulista de 2007 e ainda a Superliga Brasileira A 2007-08 terminou na sétima posição.
Em 2009 após 17 anos de carreira profissional no voleibol, decidi encerrar a carreira, Braz iniciou o curso de Educação Física na Unoeste, mas acertou com o Volta Redonda para temporada 2009-10 terminando na décima segunda posição da Superliga Brasileira A.
Atualmente é treinador de voleibol e atuou como Assistente Técnico da equipe Alimentos Wilson/Tênis/Semepp e acumulou também a função de gerente.Foi inscrito como atleta e técnico do Tênis Clube Presidente Prudente para temporada 2013-14. Em 2014 anunciou seu desligamento do voleibol profissional de Presidente Prudente.

## Títulos e Resultados
- 2009-10- 12º Lugar da Superliga Brasileira A
- 2007-08- 7º Lugar da Superliga Brasileira A[7]
- 2005-06- 7º Lugar da Superliga Brasileira A[7]
- 2004-05- 7º Lugar da Superliga Brasileira A[7]
- 2003-04-6º Lugar da Superliga Brasileira A[7]
- 2002-03- 3º Lugar da Superliga Brasileira A[7]
- 2002-Campeão do Campeonato Paulista
- 2001-02- 3º Lugar da Superliga Brasileira A[7]
- 2001-Campeão do Campeonato Paulista
- 2000-01 - 4º Lugar da Superliga Brasileira A[7]
- 2000-Campeão do Campeonato Paulista
- 1999-00 - 3º Lugar da Superliga Brasileira A[7]
- 1999-Vice-campeão do Campeonato Paulista
- 1998-99 - 4º Lugar da Superliga Brasileira A[7]
- 1998-Vice-campeão do Campeonato Paulista
- 1998- 5º  Lugar na Liga Mundial[6]
- 1997-98 - 7º Lugar da Superliga Brasileira A[7]
- 1997- 5º  Lugar na Liga Mundial[5]
- 1996-97- Vice-campeão da Superliga Brasileira A[7]
- 1995-96 - 5º Lugar da Superliga Brasileira A[7]
- 1995- 7º Lugar dos  Jogos Pan-Americanos  (Mar Del Plata,  Argentina)[3]
- 1995-Vice-campeão do Campeonato Paulista
- 1994-95 - 6º Lugar da Superliga Brasileira A[7]

## Premiações Individuais
- Melhor Bloqueio do Campeonato Mundial Infanto-Juvenil de 1993 [2]